# Evangelische Kirche (Euskirchen)

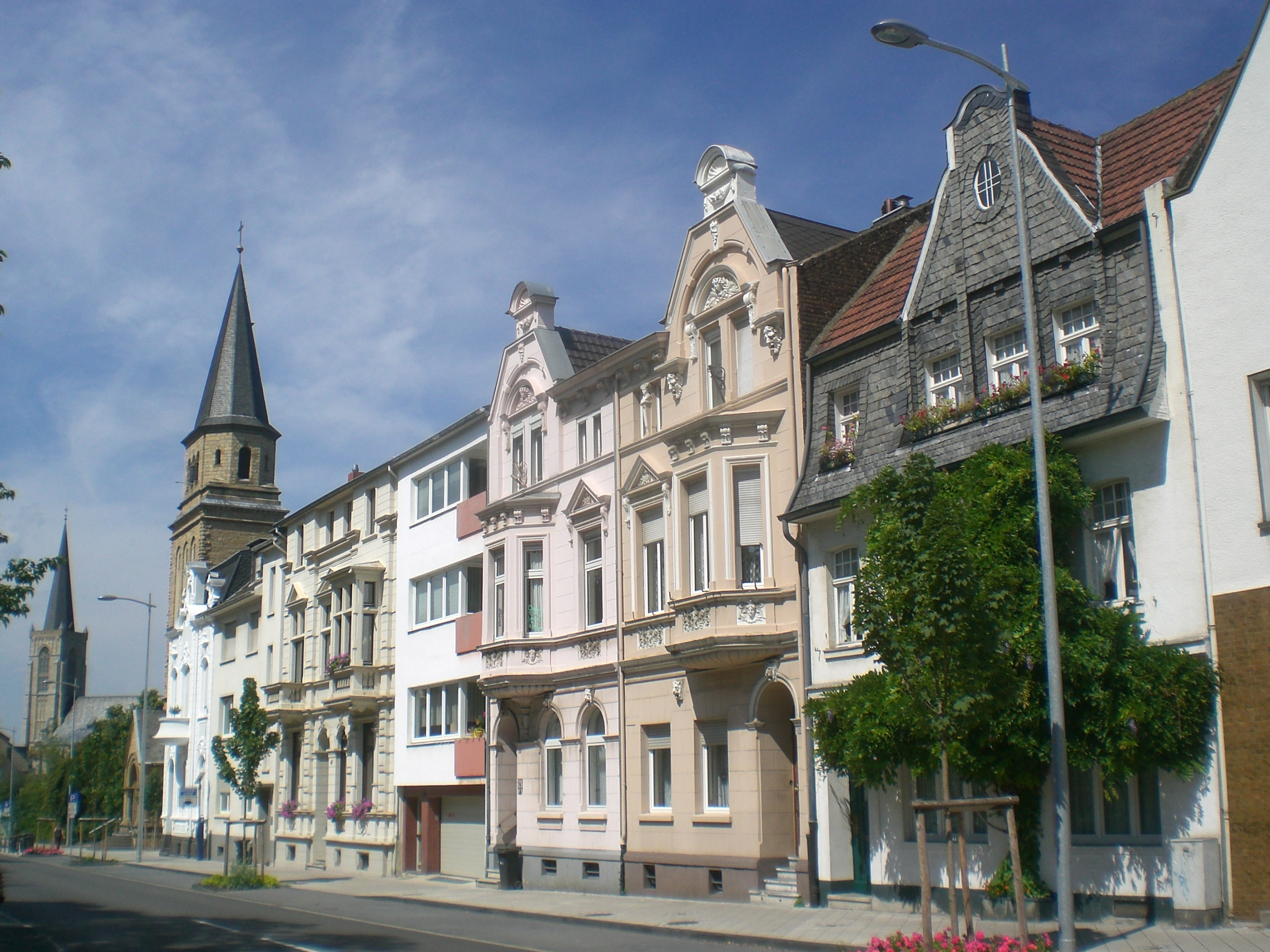
Evangelische Kirche Euskirchen

Die Evangelische Kirche in der Kernstadt Euskirchens, Nordrhein-Westfalen, liegt in der Kölner Straße 41. Die Evangelische Kirchengemeinde Euskirchen gehört zum Kirchenkreis Bad Godesberg-Voreifel der Evangelischen Kirche im Rheinland.

## Baugeschichte

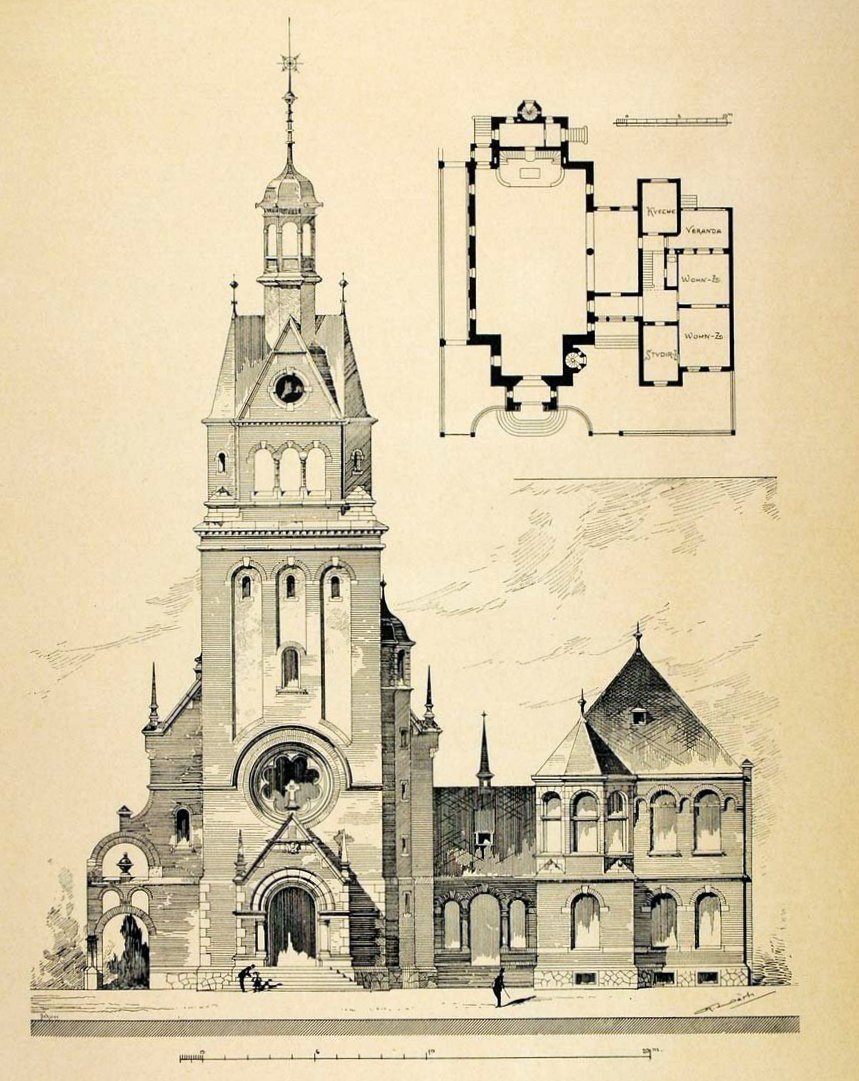
Auf- und Grundriss von 1896

Die Kirche geht in ihrem Ursprung auf einen Entwurf des Kölner Architekten Emil Schreiterer (1852–1923; Architekturbüro Schreiterer & Below) zurück. Die Einweihung der Saalkirche mit vorgesetztem Turm und angebautem Pfarrhaus erfolgte am 28. November 1895. In den letzten Kriegsmonaten des Zweiten Weltkriegs wurde das Ensemble bis auf den Kirchturm durch Fliegerbomben zerstört. Beim Wiederaufbau ab 1951 wurde der Turm mit veränderter Turmspitze erhalten. Das Kirchenschiff wurde zweigeschossig angelegt. Der Gottesdienstraum befindet sich im Nachkriegsbau im Obergeschoss, während im Erdgeschoss Raum für einen großen Gemeindesaal geschaffen wurde. Die Einweihung der wiedererrichteten Kirche wurde am 6. Dezember 1953 gefeiert.
Wegen des Anwachsens von 3.400 (1953) auf 7.500 (2003) Gemeindemitglieder wurde das bestehende Gemeindezentrum mit Beginn des Jahres 2004 modernisiert und erweitert. Anstatt der früheren fünf Eingänge wurden, nach Abriss des Altbaubestands zwischen Kirche und Pfarrhaus, ein verglastes Foyer und ein zweigeschossiger Verbindungstrakt geschaffen, der zentral die Kirche und die Räumlichkeiten des Anbaus erschließt. Für die Pläne, die unter dem Motto „Einladende Gemeinde“ entwickelt wurden, zeichnete das Bonner Büro für Architektur und Städtebau verantwortlich. Das komplexe Raumprogramm (Jugendräume, Krabbelgruppe, Andachtsraum, Raum der Stille, Küche und WC-Anlagen) musste zwischen drei Baukörpern (Kirche, Pfarrhaus und einem benachbarten Lagergebäude) eingepasst werden. Das Multifunktionsbauwerk als Teil der Offenen Kirche mit ca. 600 Quadratmetern Nutzfläche wurde 2005 als letztes evangelisches Gemeindezentrum im Kirchenkreis Bad Godesberg-Voreifel mit dessen finanzieller Mithilfe und einem eigens gegründeten Kirchenbauverein fertiggestellt.

## Gemeindegeschichte
Die Geschichte der reformierten Christen in Euskirchen geht bis in die Reformationszeit zurück. Zwischen 1590 und 1620 sollen in Euskirchen erste evangelische Gottesdienste gefeiert worden sein. Doch durch den Religionsvergleich von 1672 blieb nur in Flamersheim und Großbüllesheim die Möglichkeit, über die Jahrhunderte hinweg den reformatorischen Glauben lebendig zu erhalten. Erst mit der Zugehörigkeit zum preußischen Herrschaftsbereich ab 1815 und der entstehenden Tuchindustrie wuchs auch wieder eine evangelische Gemeinde in der Stadt selber.
Durch Friedrich Wilhelm III. erhielt die Gemeinde 1824 das Angebot, die Kapuzinerkirche und den Cürtelehnhof als Gottesdienstraum zu nutzen. Mitte des 19. Jahrhunderts erwarb die Gemeinde in der Wilhelmstraße (heute Nr. 67) ein Haus, das sie als Betsaal, Schulraum und Lehrerwohnung nutzte. 1891 wurde dann das Grundstück an der Kölner Straße erworben, auf dem die Kirche errichtet werden sollte.

## Glocken
Im Jahr 1925 goss die renommierte Glockengießerei Otto aus Hemelingen/Bremen drei Bronzeglocken für die Evangelische Kirche in Euskirchen. Die Glocken haltende Schlagtonreihe: e′ – g′ – a′ und wogen zusammen 2,3 Tonnen. Im Zweiten Weltkrieg wurden zwei Glocken zu Kriegszwecken eingeschmolzen. Gewöhnlich blieb den Gemeinden nur die kleinste Glocke erhalten, also hier die a′-Glocke mit 905 mm Durchmesser und einer Masse von 459 kg. Sie hängt heute in dem unter Denkmalschutz stehenden Turm.
Insgesamt hängen heute folgende drei Glocken aus Bronze im Glockenturm:
Übersicht
| Glocke | Namen       | Masse  | Durchmesser | Gießer                        | Gussjahr | Schlagton |
| ------ | ----------- | ------ | ----------- | ----------------------------- | -------- | --------- |
| 1      | Totenglocke | 600 kg | 1140 mm     | Ioachim Hannibal Brors        | 1701     | f′        |
| 2      | Ruferglocke | 472 kg | 0950 mm     | Glockengießerei Rincker, Sinn | 1952     | g’        |
| 3      | Taufglocke  | 459 kg | 0905 mm     | Glockengießerei Otto, Bremen  | 1925     | a′        |

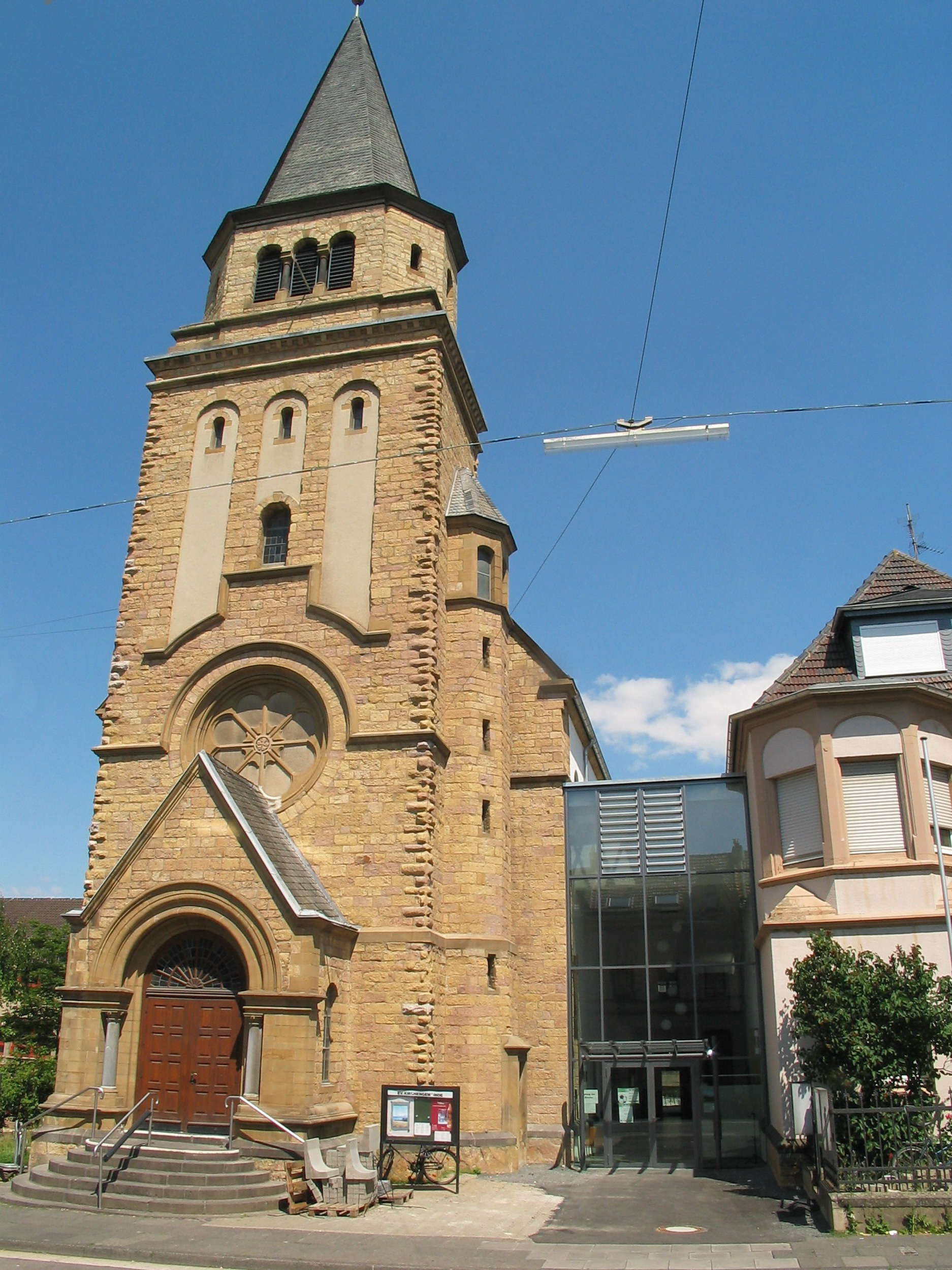
Ansicht Kölnstrasse

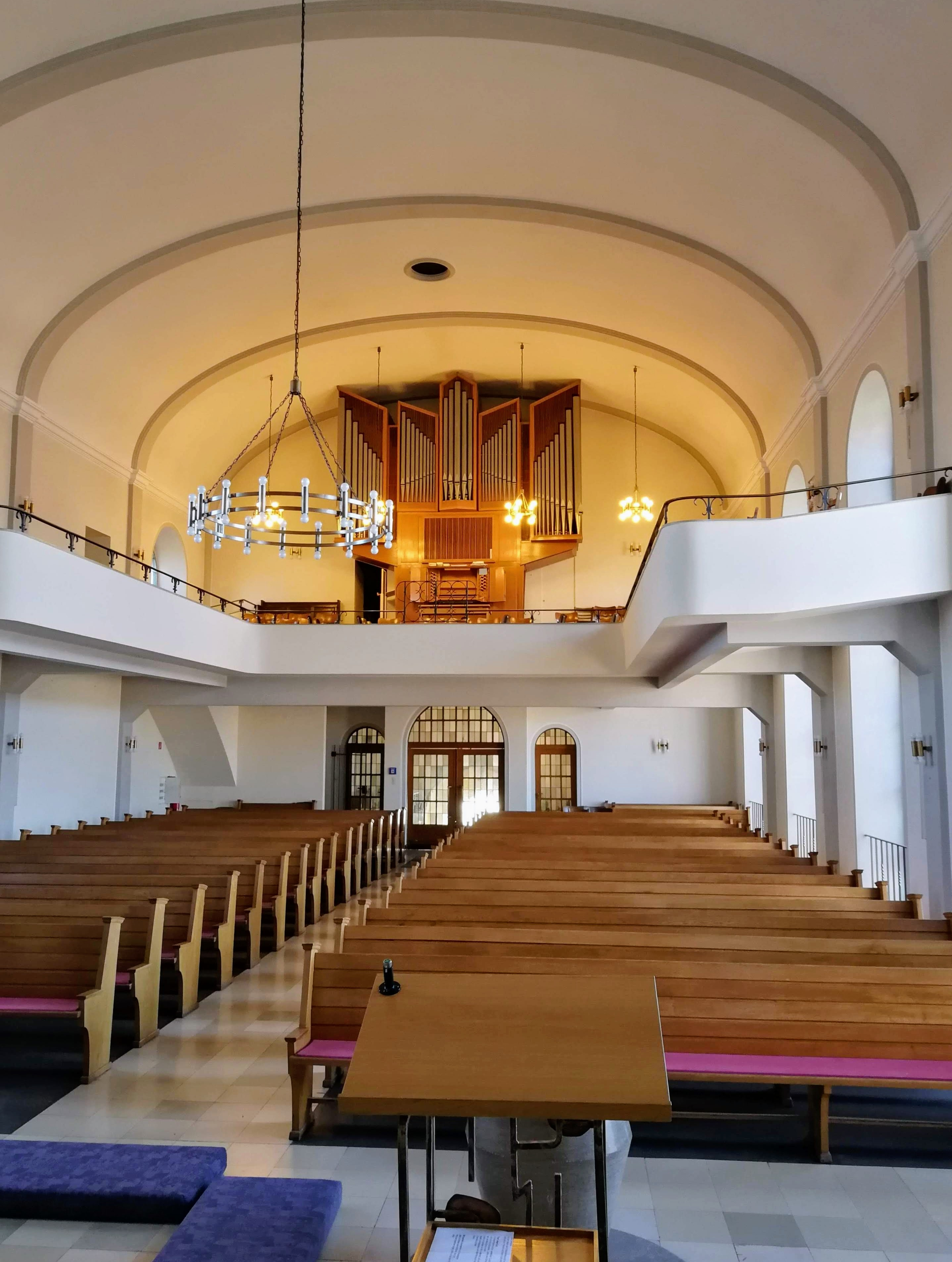
Innenraum (2019)

- Die Totenglocke ist seit 1953 in Euskirchen. Sie ist die älteste der drei Glocken und eine Leihgabe. Sie wurde 1701 für die evangelische Kirche in Nikolaiken (Ostpreußen, heute Polen) gegossen. Während des Zweiten Weltkriegs wurde sie für Rüstungszwecke demontiert, jedoch nicht mehr eingeschmolzen. Bei Kriegsende lagerte sie in Hamburg. Sie trägt die Inschriften: „Oh Mensch, nach Gottes Wort dich richt“, „Kommt alle herzu, ihr Christenleut“ und die Namen des Nikolaikener Kirchenvorstands von 1701.

- Die sogenannte Ruferglocke ruft die Gemeinde zu den Gottesdiensten und wird auch während des Vater-Unser-Gebetes geläutet. Sie  trägt die Inschrift: „Für den Frieden unseres Volkes und der ganzen Welt.“

- Die kleine Taufglocke stammt aus dem Jahr 1895 und wurde 1925 von Otto umgegossen. Die Inschrift, die sie trägt, entstammt dem 1. Johannesbrief: „Gott ist die Liebe und wer in der Liebe bleibt, der bleibt in Gott und Gott in ihm.“

## Orgel
Die vollmechanische Schleifladenorgel wurde 1960 von der Orgelbaufirma Paul Ott erbaut und hat 24 Register auf zwei Manualen und Pedal.